# Lukivka, Katerînopil
Lukivka (în ucraineană Луківка) este un sat în comuna Palciîk din raionul Katerînopil, regiunea Cerkasî, Ucraina.

## Demografie
Componența lingvistică a localității Lukivka
     Ucraineană (97,05%)
     Rusă (1,48%)
     Alte limbi (1,11%)
Conform recensământului din 2001, majoritatea populației localității Lukivka era vorbitoare de ucraineană (97,05%), existând în minoritate și vorbitori de rusă (1,48%).